# Hindu tijdeenheid

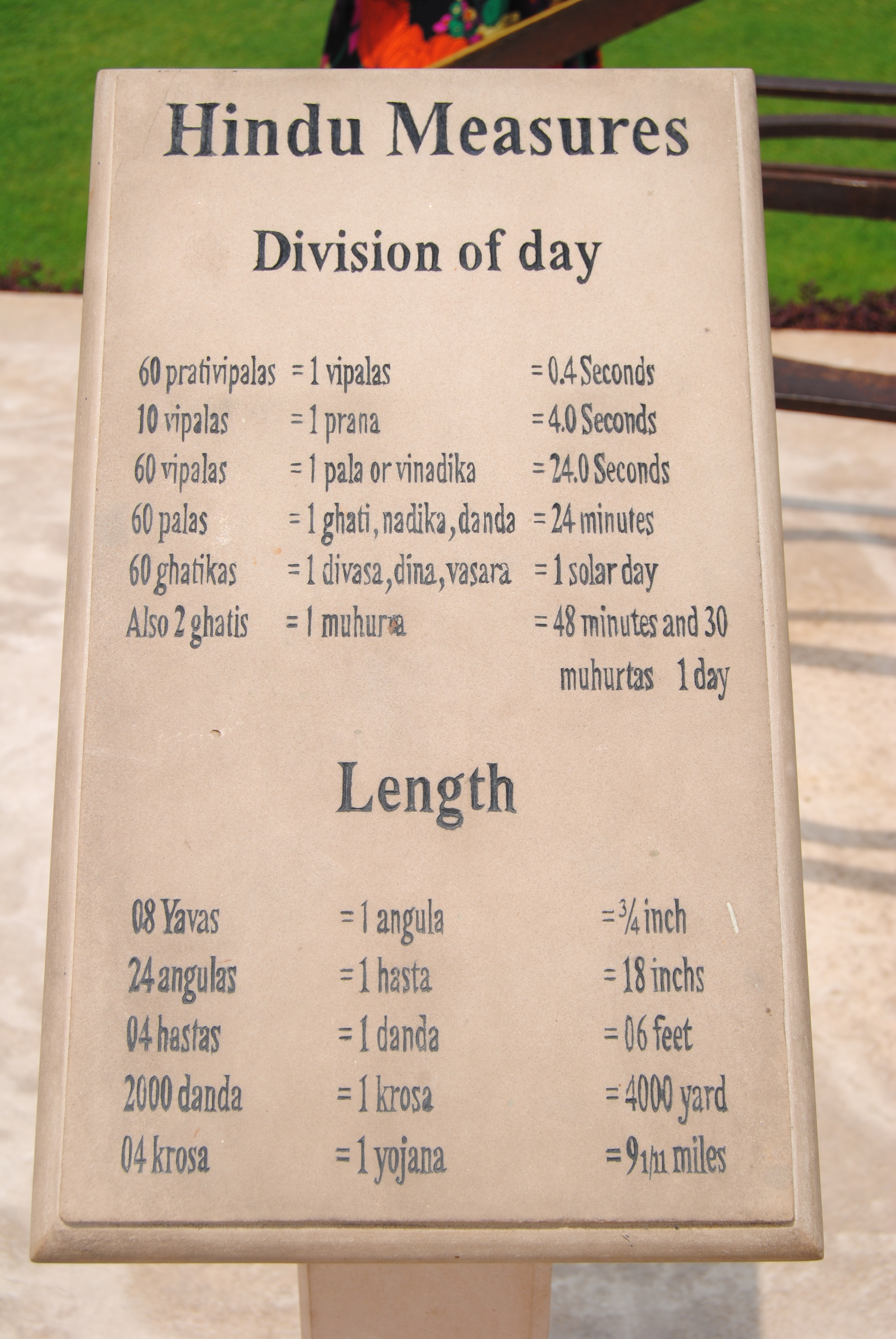
Bord op Jantar Mantar

Hindu tijdseenheid is een overzicht van de oude gebruikte tijdaanduidingen in India.

## Overzicht
| aantal                 | eenheid                    | SI maat           |
| ---------------------- | -------------------------- | ----------------- |
| 60 prativipalas        | 1 vipalas                  | 0,4 seconden      |
| 10 vipalas             | 1 prana                    | 4,0 seconden      |
| 60 vipalas of 6 pranas | 1 pala of vinadika         | 24 seconden       |
| 60 palas               | 1 ghati of nadika          | 24 minuten        |
| 60 ghatikas            | 1 divasa of dina of vasara | 1 dag ( = 24 uur) |
| 2 ghatikas             | 1 Muhara                   | 48 minuten        |